# Mahmoud El-Gohary
Mahmoud El-Gohary (àrab: محمود الجوهري)  (Egipte, 20 de febrer de 1938 - Amman, 31 d'agost de 2012) fou un futbolista egipci de les dècades de 1950 i 1960 i entrenador de futbol.
Fou internacional amb la selecció d'Egipte. Pel que fa a clubs, destacà a Al Ahly.
Dirigí a la selecció egípcia a la Copa del Món de futbol de 1990.

## Trajectòria com a entrenador
- 1965-1977 Al Ahly (assistent)
- 1977-1981 Al-Ittihad (assistent)
- 1981-1982 Al-Ittihad
- 1982-1984 Al Ahly
- 1984-1985 Al-Sharjah
- 1985-1986 Al Ahly
- 1986-1988 Al-Ahli Jeddah
- 1988-1990  Egipte
- 1991-1993 Al Ahly
- 1993-1994 Zamalek SC
- 1995-1996 Al-Wahda
- 1996-1997  Oman
- 1997-2001  Egipte
- 2001-2007  Jordània[5]